# Protéinorachie
La protéinorachie est définie comme la concentration en protéines dans le liquide cérébrospinal. Elle ne doit pas être confondue avec l'albuminorachie qui est la concentration de la seule albumine. Sa valeur normale est inférieure à 0,40 g/l et l'on parle d'hyperprotéinorachie en présence d'une protéinorachie supérieure à 0,40 g/l.
Une hyperprotéinorachie s'observe dans tous les processus inflammatoires des méninges. Elle peut être associée à une réaction cellulaire, c’est-à-dire à une augmentation du nombre de leucocytes dans le LCS (pléiocytose (en)) et une diminution de la concentration du glucose du fait qu'il est consommé par les bactéries. Le phénomène peut aussi être isolé, comme dans la dissociation albuminocytologique des blocages médullaires et du syndrome de Guillain-Barré.